# PGC 1414738
LEDA/PGC 1414738 ist eine Galaxie im Sternbild Jungfrau auf der Ekliptik. Sie ist schätzungsweise 885 Millionen Lichtjahre von der Milchstraße entfernt. Im gleichen Himmelsareal befinden sich u. a. die Galaxien IC 3060, IC 3078, IC 3081, IC 3099.